# Ambia hemigrammalis
Ambia hemigrammalis là một loài bướm đêm trong họ Crambidae.